# Pierre-Xavier Mugabure
Pierre-Xavier Mugabure MEP, jap. ピエール・ザヴィーエ・ムガブル (ur. 1 września 1850 w Guéthary, zm. 27 maja 1910 tamże) – francuski duchowny rzymskokatolicki, misjonarz, arcybiskup tokijski.

## Biografia
Pierre-Xavier Mugabure urodził się 1 września 1850 w Guéthary we Francji. 19 września 1874 otrzymał święcenia prezbiteriatu i został kapłanem Towarzystwa Misji Zagranicznych w Paryżu. 16 grudnia tego roku wypłynął do Japonii. Początkowo uczył łaciny w Tokio, sam ucząc się japońskiego. W 1879 wysłany do Niigaty. W 1881 został proboszczem w Jokohamie. Od 1886 proboszcz w Tokio. Dużo podróżował po świecie zbierając jałmużnę na japońskie misje.
Gdy na starość arcybiskup tokijski Pierre-Marie Osouf MEP podupadł na zdrowiu i poprosił o wyznaczenie koadiutora, 21 marca 1902 papież Leon XIII mianował na to stanowisko ks. Mugabure. Ks. Mugabure został również arcybiskupem tytularnym Sagalassusu. 22 czerwca 1902 w Tokio przyjął sakrę biskupią z rąk arcybiskupa tokijskiego Pierre’a-Marii Osoufa. Współkonsekratorami byli biskup Nagasaki Jules-Alphonse Cousin MEP oraz biskup Hakodate Alexandre Berlioz MEP.
27 czerwca 1906, po śmierci poprzednika, objął arcybiskupstwo. W listopadzie 1909 z powodu choroby wrócił do Francji. Zmarł 27 maja 1910 w Guéthary.
Nazwisko Mugabure ma pochodzenie baskijskie.